# CREBRF
CREBRF‏ (CREB3 regulatory factor) هوَ بروتين يُشَفر بواسطة جين CREBRF في الإنسان.